# فضل الرحمن خليل
فضل الرحمن خليل هو سياسي وعالم دين باكستاني، و مؤسس حركة المجاهدين والقائد الحالي لجماعة أنصار الأمة، التي تتهم بأنها منظمة واجهة لحركة المقاومة الإسلامية المحظورة.
أسس خليل حركة الجهاد الإسلامي في عام 1980 مع إرشاد أحمد وقاري سيف الله أختر، وقد تخرج الثلاثة من جامعة العلوم الإسلامية في كراتشي. ثم أسس حركة المجاهدين. وكان فضل الرحمن أحد الموقعين على فتوى أسامة بن لادن في عام 1998 والتي تسمى الجبهة الإسلامية العالمية لجهاد اليهود والصليبيين. استقال من منصبه كأمير لحركة المجاهدين في فبراير 2000 وتولى من بعده فاروق كشميري الرجل الثاني في قيادة الحركة.
وفي مايو 2004 ، اعتقلت السلطات الباكستانية فضل الرحمن خليل لمساعدته في نقل المسلحين الباكستانيين إلى أفغانستان. بعد ستة أشهر أطلق سراحه بسبب نقص الأدلة. وفي مارس 2006 قام ثمانية مهاجمين باختطاف فضل الرحمن وسائقه من مسجد على بعد حوالي ثلاثة أميال شمال غرب إسلام آباد لمدة خمس ساعات، وتعرض للضرب ثم تركوه أمام المسجد.
بناء على طلب من حكومة مشرف في عام 2007 كان فضل الرحمن من بين مجموعة من رجال الدين الذين حاولوا التفاوض لإنهاء حصار مسجد لال. ذكرت صحيفة نيويورك تايمز في يونيو 2011 أن خليل يعيش بحرية في ضواحي إسلام آباد، ولا يزال يحتفظ بصلاته مع الجيش الباكستاني.